# Helictotrichon hideoi
Helictotrichon hideoi är en gräsart som först beskrevs av Masaji Masazi Honda, och fick sitt nu gällande namn av Jisaburo Ohwi. Helictotrichon hideoi ingår i släktet Helictotrichon och familjen gräs. Inga underarter finns listade i Catalogue of Life.